# Петар Радојловић
Петар Радојловић (1820 — 1899) био је капетан и начелник рађевског среза у Крупњу. 

## Биографија
Петар Радојловић је био унук Стевана Вукотића, оснивача породице и син Радојла Вукотића, родоначелника Радојловића. У младости усвојили су га очев брат Ђорђе и његова жена Јелена. Био је ожењен са Јелисаветом, са којом је имао дванаесторо деце.
У периоду од 1859. до 1862. године био је срески капетан у Крупњу. У историји је остао упамћен да је 1862. године по наредби кнеза Михаила Обреновића, по напуштању Турака разрушио до тада неосвојив Соко Град, на падинама Соколских планина.
Као знак сећања, Библиотека „Политика” и СО Крупањ додељују, у области културе и уметности, златник и Повељу „Петар Радојловић”.